# Philipp Rehm

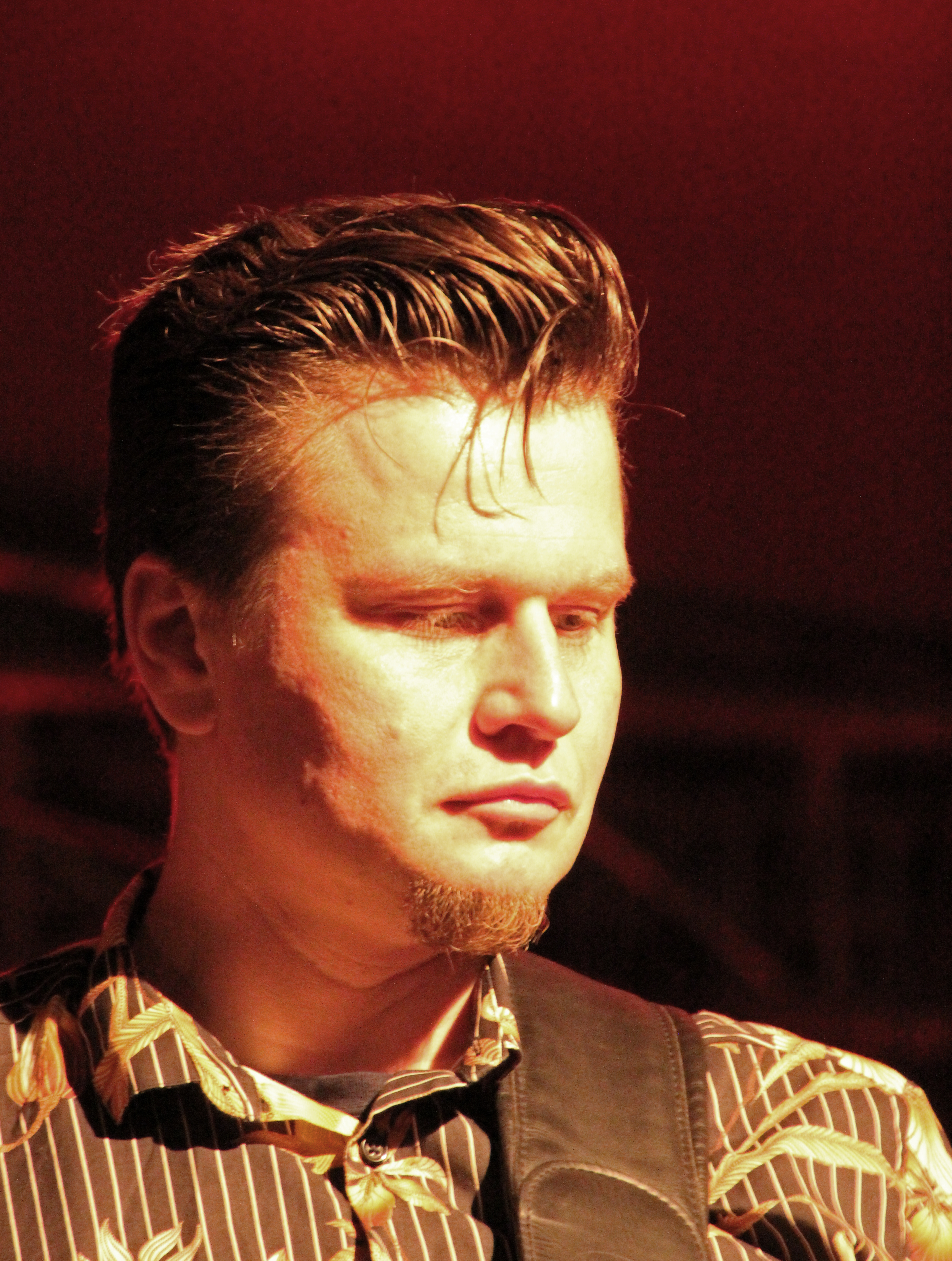
Philipp Rehm (2018)

Philipp Rehm (* 3. Januar 1979 in Berlin) ist ein deutscher Bassist, Komponist und Produzent.

## Lebensweg
Philipp Rehm wurde 1979 im Ost-Teil Berlins geboren. Mit acht Jahren lernte er, klassische Gitarre zu spielen, hatte bereits Solo-Auftritte und spielte auch in einem klassischen Orchester. Nach der Wende, zog er im Alter von zwölf Jahren mit seiner Familie in die Nähe von Heidelberg, wo er mit 17 begann, in lokalen Bands und Jamsessions Bass zu spielen. Er begann, Musik professionell zu betreiben und studierte schließlich im Alter von 20 Jahren an der Staatlichen Musikhochschule Mannheim E-Bass sowie Arrangement und Komposition. Vermittelt durch David Liebman und im Rahmen der International Association for Jazz Education studierte er 2002 an der Sibelius-Akademie in Helsinki. 2004 wurde er vom Deutschen Bass-Magazin Bass-Professor zu Deutschlands Superbasser des Jahres gewählt. Seit 2009 ist er Wahl-Holländer und pendelt zwischen Rotterdam und Mannheim.

## Künstlerisches Schaffen
Rehm ist in unterschiedlichen Bands und an der Seite verschiedener Künstler tätig. Seine Referenzen im Pop/Rock sind The Flames, Cassandra Steen, Dinho Alves, Pallavi Arun, Popgear, Valy Hedjasi, Martin Kilger, Hubert Kah, Metaphysics, Adel Tawil, Silke Hauck, Gregor Meyle, Ralf Gustke und Armin Rühl. In der Instrumental- und Jazz-Musik sind es Künstler bzw. Bands wie Jürgen Friedrich, hr-Bigband, Mannheim Jazz Orchestra, Jazz Against The Machine, Uli Brodersen, Nicole Johänntgen, Bruno's Boogaloo Orchestra, Emilio Martins und Norbert Scholly.

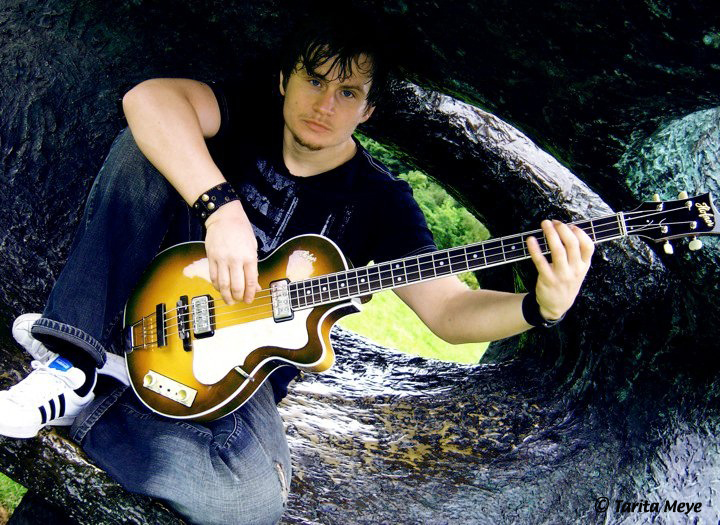
Philipp Rehm (2009)

In seinen eigenen Projekten beschäftigt er sich mit neuen rhythmischen Mustern und kreiert dabei einen neuen Musik-Sound mit Elementen aus Funk, Dancehall, Dub und weltlichen Musikstilen. Dabei arbeitet er mit dem deutschen Schlagzeuger Ralf Gustke (u. a. Xavier Naidoo, Schiller, Söhne Mannheims), dem deutschen Perkussionisten Tilman Bruno (Tobsucht, BAP, Beatclub21) sowie dem in São Paulo lebenden brasilianischen Perkussionisten Emilio Martíns zusammen.
Philipp Rehm ist Endorser für Eden-Electronics, G&L, MusicMan, Hoefner, Cocco-Strings und Ultimate Ears.

## Diskographie
- European Bass Day Compilation 2004
- Philipp-Rehm-Remix auf Soundscaper featuring Metaphysics Nicht Umdrehn
- Uli Brodersen Land Feet First
- Bruno's Boogaloo Orchestra Friday's Funk
- Jazz Against The Machine Black Bossa
- Cassandra Steen itunes-live in München
- The Flames Caution Heat Inside
- The Flames Strike A Light
- Dinho Alves Attravessi i Mata Burro
- Jürgen Friedrich Bits'n'Pieces
- Silke Hauck Stay For Good
- Martin Kilger Leicht

## Awards
2004 wurde Philipp Rehm vom deutschen Bassmagazin "Bass Professor" zu "Deutschlands Superbasser 2004" gewählt. 2002 gewann er in der Band Popgear den "Mannheim Music Award". 2006 trat er mit der Band Soundscaper von Martin Kilger beim Euro Video Grand Prix in Tirana, Albanien auf. 2009 trat er in der Band von Cassandra Steen beim Bundesvision Song Contest auf, gefolgt von zahlreichen Tourneen, TV-Auftritten.